# Оват
Оват (вергобрет), според Цезар, е второто жреческо съсловие при келтите. Оватите са жреците принадлежащи към даден град. Техни цветове са зеленото или червеното. Оватите съблюдават племенните закони, водят религиозните церемонии, извършват жертвоприношенията и гаданията.
Източник: Юлий Цезар „Галската война“